# Cantitate
Cantitatea este o proprietate care poate exista ca o mulțime sau magnitudine. Cantitățile pot fi comparate în termeni de „mai mult”, „mai puțin” sau „egal” sau prin atribuirea unei valori numerice în termeni de o unitate de măsură. Cantitatea se numără printre clasele de bază ale lucrurilor, împreună cu calitatea, substanța, schimbarea și relația. Unele cantități sunt atât de natura lor interioară (ca număr), în timp ce altele funcționează ca stări (proprietăți, dimensiuni, atribute) de lucruri cum ar fi grele și ușoare, lungi și scurte, largi și înguste, mici și mari, sau mult și puțin.
Două diviziuni de bază ale cantității, mărimii și multitudinii implică distincția principală între continuitate și discontinuitate.
Sub numele de mulțime vine ceea ce este discontinuu și discret și divizibil în cele din urmă în indivizibile, cum ar fi: armata, flota, turmă, guvern, companie, partid, oameni, mizerie (militară), cor, mulțime și număr; toate care sunt cazuri de substantive colective. Sub numele de magnitudine vine ceea ce este continuu, unificat și divizibil numai în divizibile mai mici, cum ar fi: materia, masa, energia, lichidul, materialul - toate cazurile de substanțe non-colective.
Împreună cu analizarea naturii și a clasificării, problemele legate de cantitate implică atât subiecte strâns legate, cum ar fi relația dintre magnitudine și mulțimi, dimensionalitate, egalitate, proporție, măsurători ale cantităților, unități de măsură, numere și sisteme de numerotare, tipuri de numere și relațiile dintre ele ca raporturi numerice.
Astfel, cantitatea este o proprietate care există într-o gamă de magnitudine sau mulțimi. Masă, timpul, distanță, căldură și separarea unghiulară sunt printre exemplele familiare de proprietăți cantitative.

## Vezi și
- Mărime adimensională
- Cuantificarea (știință)
- Variabilă observabilă